# هیستریا کورال
هیستریا کورال (به انگلیسی: Histria Coral) یک کشتی است که طول آن ۱۷۹٫۸۸ متر (۵۹۰٫۲ فوت) می‌باشد. این کشتی در سال ۲۰۰۶ ساخته شد.